# Rodewald
Rodewald er en kommune med knap 2.600 indbyggere (2012) beliggende øst for Nienburg i Landkreis Nienburg/Weser i den tyske delstat Niedersachsen.

## Geografi
Rodewald er en del af Samtgemeinde Steimbke og ligger omkring 40 km nord for Hannover og 125 km syd for Tysklands næststørste by Hamburg. Rodewald hørte indtil områdereformen i 1974 under Landkreis Neustadt am Rübenberge, der i hovedsagen nu er en del af Region Hannover.